# Elbbrücke Lauenburg
Die Elbbrücke Lauenburg ist (neben der Elbbrücke Geesthacht) eine von zwei bestehenden festen Elbquerungen zwischen den Bundesländern Niedersachsen und Schleswig-Holstein. Die kombinierte Straßen- und Eisenbahnbrücke befindet sich am südöstlichen Rand der Altstadt von Lauenburg.

## Vorgeschichte
Unweit dieser Brücke befand sich eine schon seit dem frühen Mittelalter bekannte wichtige Furt durch die Elbe, etwa zwischen den heutigen Gemeinden Artlenburg und Schnakenbek. Sie wurde durch die Ertheneburg am Nordufer gesichert, nach deren Zerstörung durch die 1182 von Bernhard von Sachsen errichtete Lauenburg, die strategisch günstiger an der Mündung der Delvenau in die Elbe lag.

## Geschichte
Der erste Bau einer reinen Eisenbahnbrücke über die Elbe, mit einem seitlich angeordneten Gehweg, erfolgte 1878 im Zuge der Bahnstrecke Lübeck–Lüneburg und ersetzte den Verkehr über das Trajekt Lauenburg–Hohnstorf. Das 448 Meter lange Bauwerk hatte unter anderem drei Stromöffnungen mit je 100 Meter Stützweite, drei Flutöffnungen mit je 40 Meter Spannweite und zwei Öffnungen von 14 Meter Breite. Die Brücke war für zwei Gleise ausgelegt worden, allerdings war immer nur ein Gleis in Betrieb. Diese Eisenbahnbrücke war im Zweiten Weltkrieg zuletzt hart umkämpft. Sie wurde in den letzten Kriegstagen von Wehrmachteinheiten der Armeegruppe Blumentritt unter dem Befehl des Generals der Infanterie Günther Blumentritt bis zum 19. April 1945 für den Rückzug nach Schleswig-Holstein kontrolliert und am selben Tag unter dem Druck des Vormarsches der angreifenden britischen Truppen bestehend aus dem 3. Bataillon des Royal Tank Regiments und dem 4. Bataillon der King’s Shropshire Light Infantry gesprengt. Bei der ersten Sprengung wurde die in der Brücke enthaltene Drehbrücke zerstört. Drei stehen gebliebene Brückenbögen machten aus Sicht der Verteidiger eine weitere zweite Sprengung erforderlich, die ebenfalls den von den Verantwortlichen erhofften Erfolg brachte. Der erbitterte Kampf um den Brückenkopf der Alliierten bei Lauenburg zog sich noch bis zum 29./30. April 1945 hin.
Der Wiederaufbau als kombinierte Straßen- und Eisenbahnbrücke erfolgte bis 1951. Das Bauwerk verbindet Niedersachsen und Schleswig-Holstein im Zuge der B 209, die ihrerseits in Lauenburg an der Brücke über den Elbe-Lübeck-Kanal in die B 5 mündet. Der Brückenzug ist mit einer Länge von 517 Metern länger als der vorherige. Er besitzt acht Öffnungen, wobei die Stromrinne mit einem zweifeldrigen Strebenfachwerkträger mit je 104,61 Meter Stützweite überspannt wird. Die Vorlandbrücken sind stählerne Vollwandträgerkonstruktionen mit Stützweiten von rund 53 Meter. Die Elbbrücke Lauenburg liegt seit 1955 in gemeinsamer Baulast der DB Netz AG als Baulastträger der DB-Strecke Büchen – Lüneburg sowie der Bundesrepublik Deutschland als Baulastträger der B 209. Die Federführung für die Unterhaltung des Bauwerks liegt in der Verantwortung der DB InfraGO AG.
Eine weitere Straßenbrücke über die Elbe zwischen Schleswig-Holstein und Niedersachsen ist die Elbbrücke Geesthacht. Sie befindet sich ebenfalls östlich von Hamburg bei der Staustufe von Geesthacht im Zuge der B 404.